# Pamplonai fellegvár
A pamplonai fellegvár (spanyolul: ciudadela de Pamplona) az észak-spanyolországi város egyik 16. századi műemléke. A várat a spanyol reneszánsz katonai építészet egyik legszebb példájának és Európa egyik legkiemelkedőbb védelmi rendszerének tekintik.

## Története
A vár építését II. Fülöp spanyol király rendelte el 1571-ben, mivel az ellenséges francia seregek rendszeresen portyáztak ezen a spanyol vidéken. Terveit a „kis szerzetes” néven ismert Giacomo Palearo olasz hadmérnök készítette, méghozzá a nemrég épült antwerpeni fellegvár mintájára. A 18. században újabb védelmi rendszereket építettek köré, majd börtönként hasznosították, ahol olyan magas rangú foglyokat is őriztek, mint például Mariano Luis de Urquijo államminiszzter vagy José Moñino y Redondo floridablancai gróf.
A várat a történelem során egyetlen alkalommal sikerült csak bevennie az ellenségnek. Ez 1808-ban történt, amikor egy nagy havazás során a francia sereg tudta elfoglalni, állítólag a szemben álló felek közti hógolyóval való dobálózás során kialakult zavart kihasználva.
1964-ben került a városi önkormányzat tulajdonába: a város pedig úgy döntött, felújítja, és a köz rendelkezésére bocsátja.
Az épület eredetileg szabályos ötszög alaprajzú volt, sarkain egy-egy bástyával, de a város későbbi terjeszkedése miatt a két legészakabbi bástyát mára már lebontották. Az egyik bástya maradványait a szomszédos kongresszusi palota építésekor tárták fel, így a maradványokat beletervezték az új, modern épület tervrajzába is.

## Leírás
A település belsejében elhelyezkedő fellegvár és az azt körülvevő úgynevezett Várkerület (Vuelta del Castillo) 280 000 m²-es területével ma a város „zöld tüdejének” számít, amit rengetegen látogatnak szabadidős és sporttevékenység végzésének céljából, de helyt ad kulturális eseményeknek és kiállításoknak is. Egyik fontos helyszíne a Sanfermines fesztiválnak is: a tűzijátékot innen szokták fellőni minden évben.
Maga az ötszögű épület számos kőfalból, árokból, átjáróból és bástyából áll, a köztük levő nyílt felületeket parkosították, mintegy harminc féle fafajt ültetve. Központjában szökőkúttal ellátott díszteret alakítottak ki, valamint 19 szobrot helyeztek el (például Jorge Oteiza, Néstor Basterretxea, Vicente Larrea és Alberto Eslava alkotásait).
A fellegvárba öt kapun lehet bejutni. A legtöbbet a Puerta del Socorrót és az Avenida del Ejército út felőli főbejáratot használják. Előbbihez egy hídon kell átkelni, amely egy árok fölött vezet át, és amelynek helyén korábban felvonóhíd volt.

## Képek

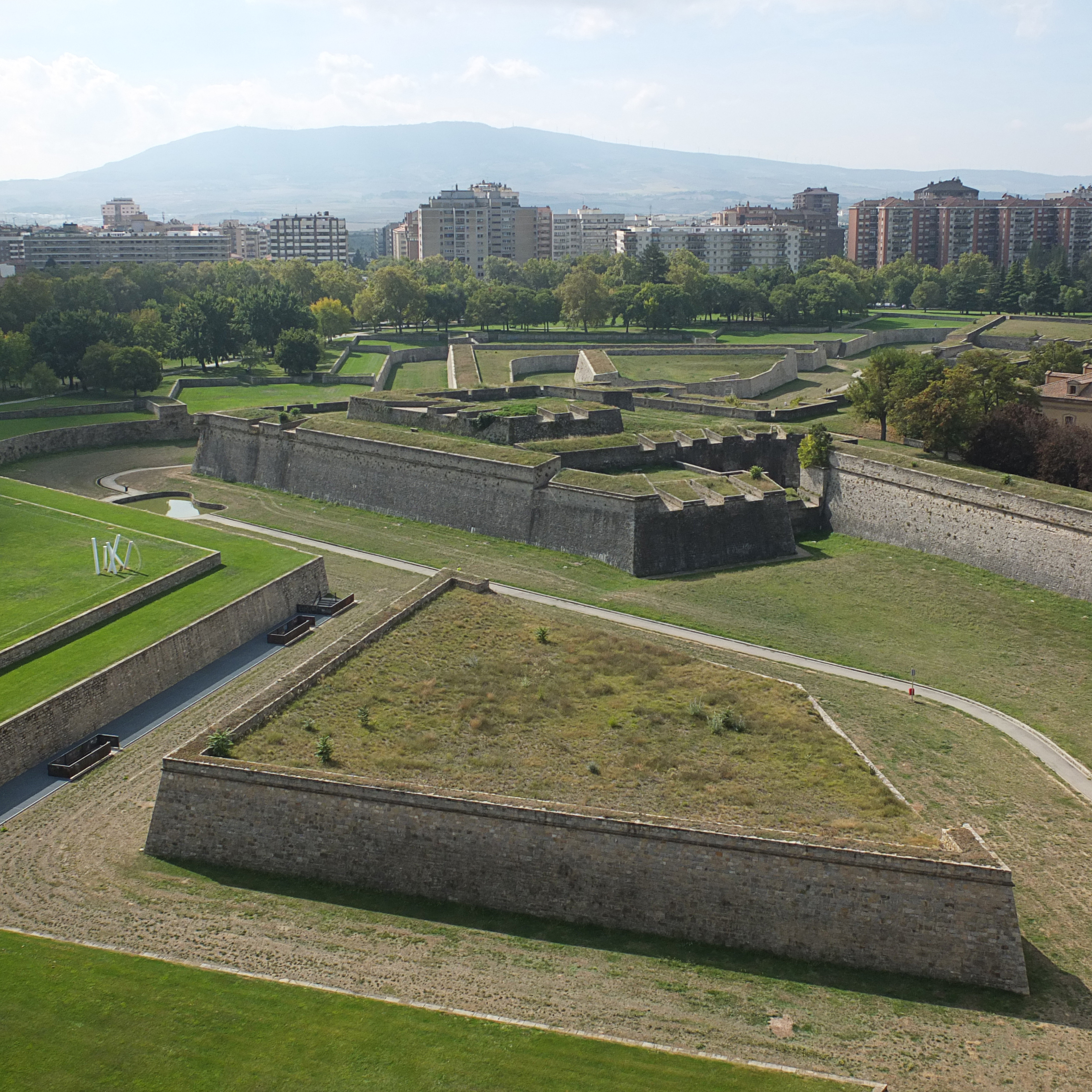
Látkép
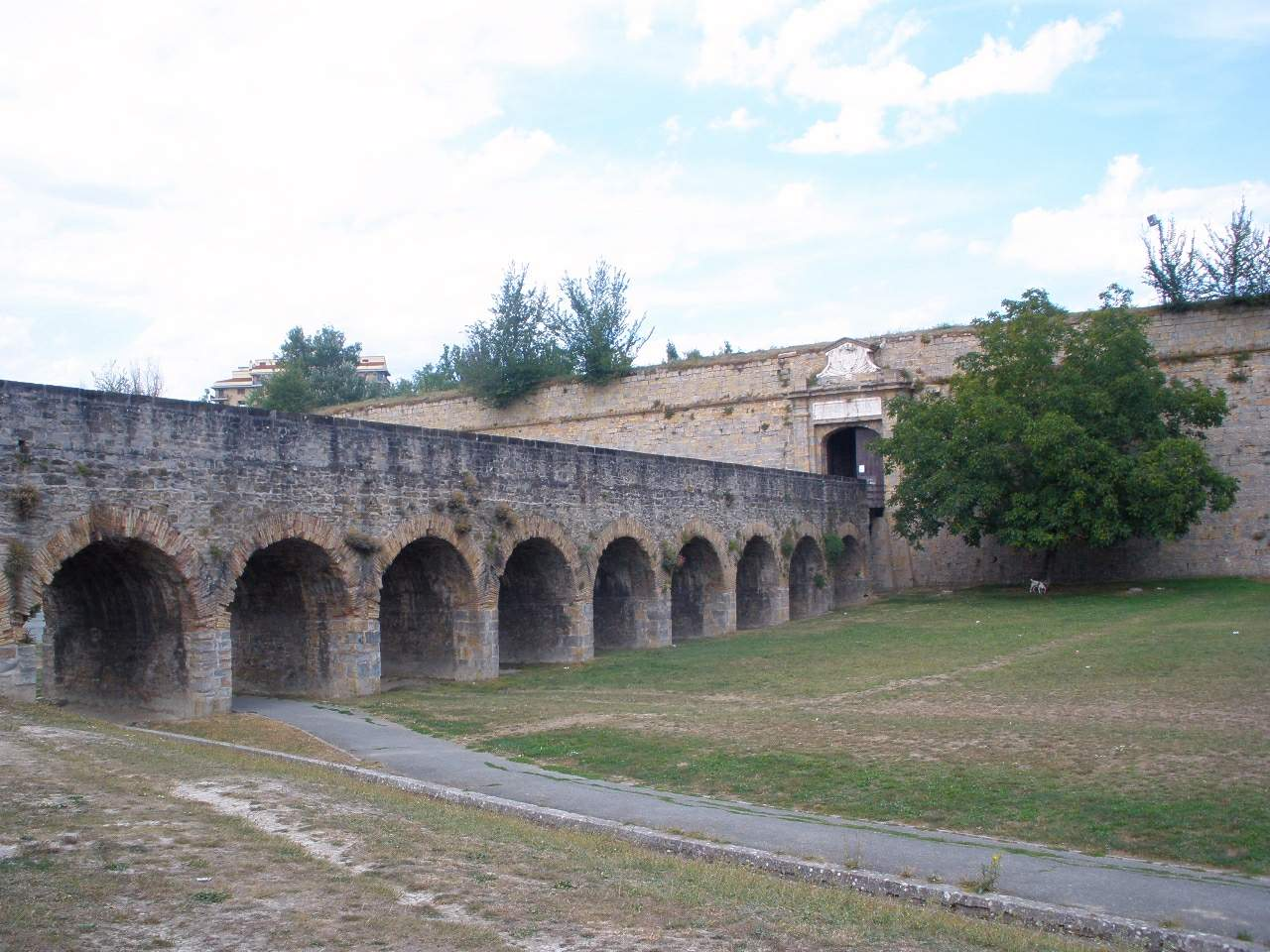
Ívekkel alátámasztott kőhíd
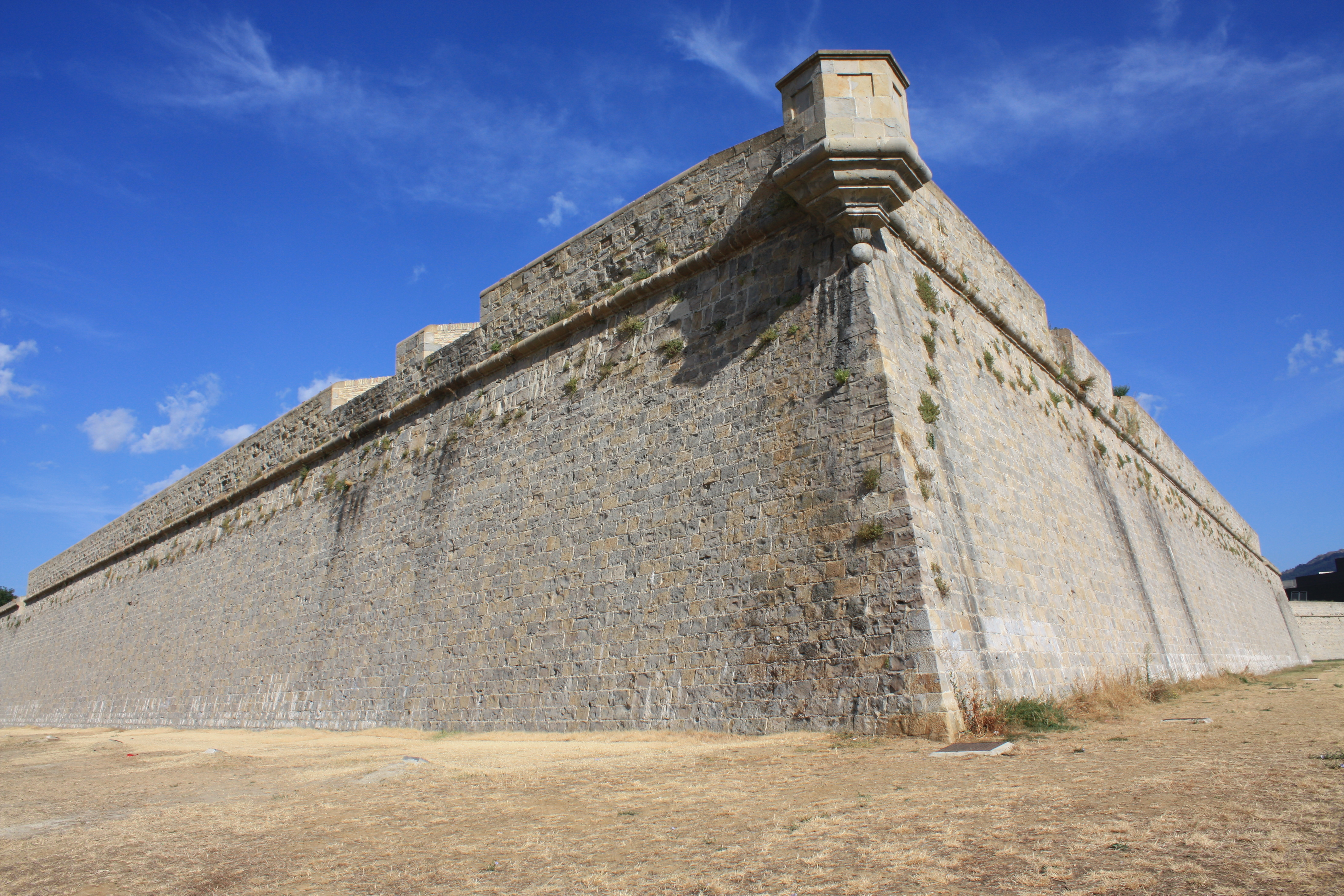
Sarok
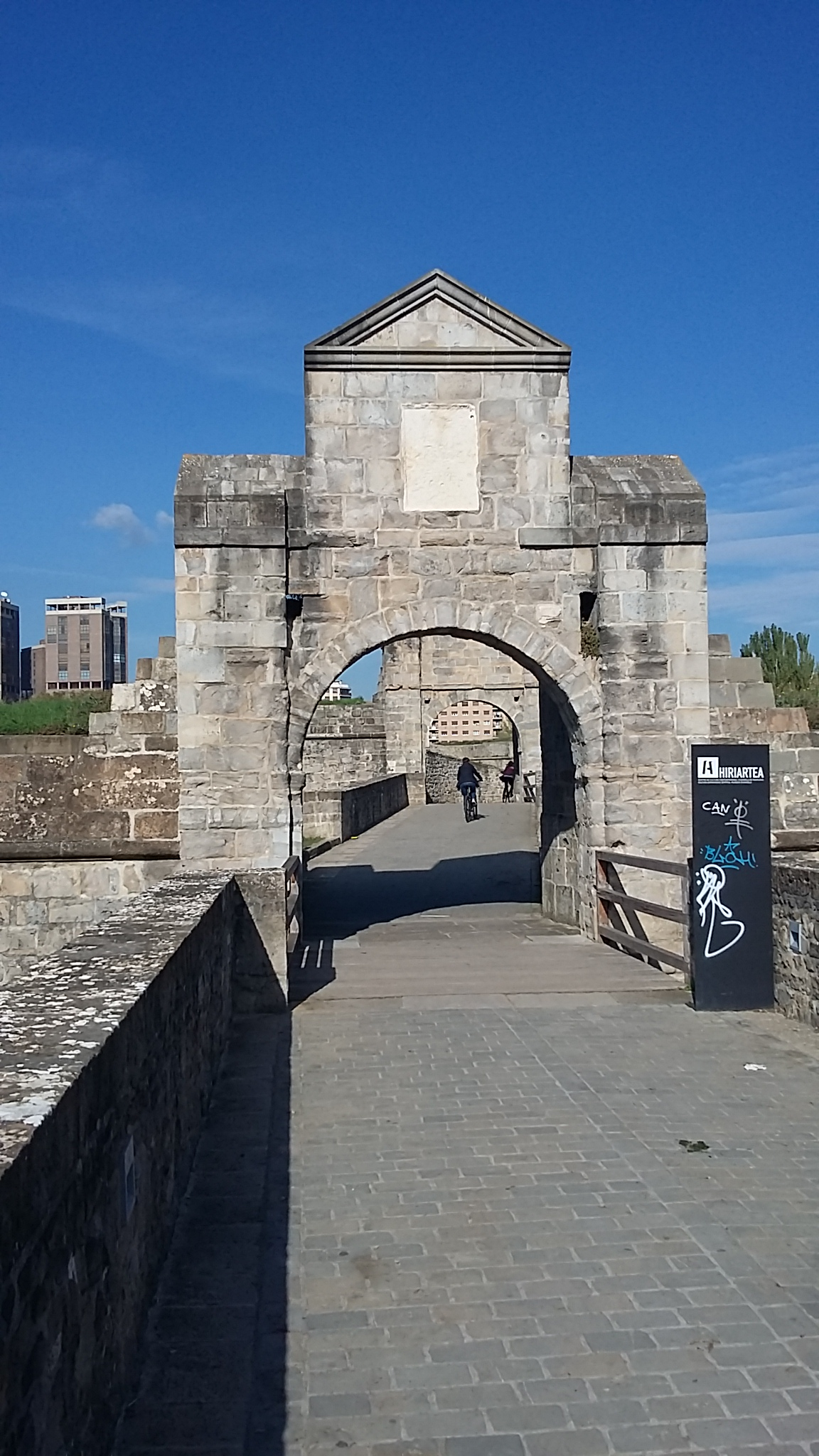
Az egyik bejárati kapu, a Puerta del Socorro
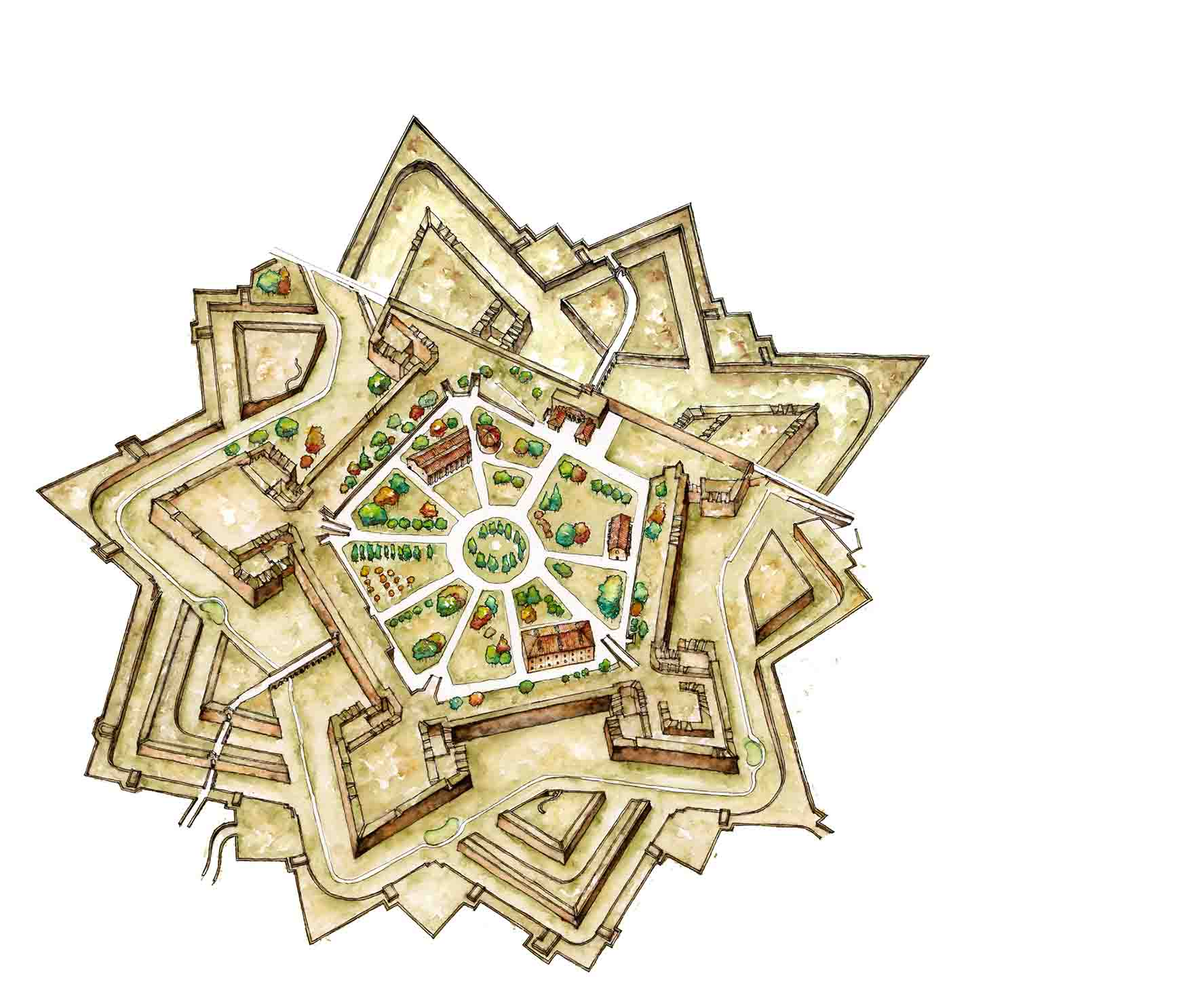
Rajz felülnézetből (a régebbi állapot szerint)